# 巴拿馬國家女子足球隊
巴拿馬國家女子足球隊是代表巴拿馬參加國際女子足球賽事的國家隊，由巴拿馬足協管轄，並參與中北美洲及加勒比海足球協會旗下的比賽。球隊曾四次參與CONCACAF女子足球錦標賽，並於2018年晉級至四強。2023年，巴拿馬首次參與國際足協女子世界盃決賽週。

## 外部連結
- Official website （页面存档备份，存于） （西班牙語）
- FIFA profile （页面存档备份，存于）